# رود كولمان (متسابق دراجات نارية)
رود كولمان (بالإنجليزية: Rod Coleman)‏ هو متسابق دراجات نارية نيوزلندي. نافس في سباقات بطولة العالم لفئة 500 سي سي ولفئة 350 سي سي ولفئة 50 سي سي. كما شارك في كأس جزيرة مان السياحية.

## روابط خارجية
- رود كولمان على موقع MotoGP.com (الإنجليزية)